# Michale Graves
Michale Emanuel (født 21. marts 1975), bedre kendt under sit kunstnernavn Michale Graves, er en amerikansk singer-songwriter.
Han er mest kendt for sin højreorienterede politik[kilde mangler] og sang til slutningen af 1990'erne re-inkarnation af The Misfits, fra 1995 til 1998 og igen fra slutningen af 1998 til slutningen af 2000. Graves voksede op i Dumont, New Jersey.

## Misfits
Graves var ved at optage en demo med sit daværende band Mopes i Lodi, New Jersey, da deres ingeniør, Bob Alecca, fortalte ham, at Misfits holdt audition for at finde en sanger. Han havde aldrig hørt en Misfits sang før, så han købte straks Collection I album for at sætte sig ind i dem. Ny Misfits trommeslager Dr. Chud tog hurtigt Michale under sine vinger og et venskab blev dannet, som varede i årevis.
Michales sang kan findes på American Psycho, Famous Monsters, kor på 1999 Monster Mash og stykker fra Crypt. Han skrev også originale sange for bandet, herunder Dig Up Her Bones, Saturday Night, This Island Earth, Fiend Without Face, Shining, The Haunting, Witchhunt og Fiend Club for at nævne nogle få. Han skrev mange sange. Med Misfits turnerede han i udstrakt grad, skrev og indspillede en enorm mængde af musik, optrådte i TV-interviews, og in-person optrædener med Misfits fra 1996 og indtil sin afgang fra bandet. Hans officielle afgang fra bandet er noteret som værende den 25. oktober 2000 efter et show på House of Blues i Orlando, Florida. Hans afgang skyldes ifølge de andre medlemmer indre uro i bandet.

## Diskografi
- The Misfits
- American Psycho (1997) – LP
- Dig Up Her Bones (1997) – Single
- Evilive II (1998) – Fiend Club LP
- Scream! (1999) – Single
- Famous Monsters (1999) – LP
- Monster Mash (1999) – Single
- Cuts From The Crypt (2001) – LP